# Wollemia nobilis
Wollemia nobilis eller måske dinosaur-træ er et bemærkelsesværdigt nåletræ. Det blev opdaget så sent som 1994 nær Lithgow af David Noble i nogle smalle stejle kløfter med regnskov i Wollemi National Park i New South Wales, 150 km nordvest for byen Sydney i Australien.
Det seneste fossil som ligner Wollemia nobilis, er 2 millioner gamle. Det var derfor en sensation, da træet blev opdaget. Der er fundet fossiler af træet som ligner, der er 175 millioner år gamle.

## Beskrivelse
Wollemia nobilis er et stedsegrønt træ som kan blive 25–40 m høj. Træet "stævner" sig selv ved at danne unge skud fra rødderne eller fra de nederste dele af stammen.  Barken er meget særpræget, mørkebrun og knubret, citeret for at ligne Coco Pops-morgenmad.
Wollemia nobilis er særpræget ved at en sidegren fra stammen ikke selv har grene. Bladene er nåleformede med hel rand, og de sidder i to rækker hen langs grenen. De unge blade er bløde og mørkegrønne på oversiden, mens de er gråhvide på undersiden. De gamle blade er derimod stive og gulgrønne på begge sider. Der er både hunlige og hanlige kogler på samme træ, og de hunlige kogler kaster frøene ét ad gangen fra hvert kogleskæl. Frøene er lette og vingede, sådan at spredning kan ske både ved vindens hjælp og flydende på vandløb.
Rodsystemet er højtliggende, og træet er afhængigt af symbiotiske svampe (mykorrhiza). Man har fundet både arbuskulært mykorrhiza og ektendomykorrhiza på rødderne.

## Hjemsted
Wollemia nobilis vokser naturligt i nogle svært tilgængelige kløfter i Wollemi National Park i delstaten New South Wales, Australien. Her findes den på ufrugtbar jord sammen med bl.a. højtvoksende Eucalyptusarter, Schizomeria ovata og Ceratopetalum apetalum (arter i Surkløver-ordenen) og Doryphora sassafras (en art i Laurbær-familien).

## Kultivering og anvendelse
Siden opdagelsen er der blevet dannet et formeringsprogram med det formål at sælge planten verden over. Da arten en usædvanligt lav diversitet i sine arveanlæg, er den næsten at regne for en klon med den sårbarhed overfor skadedyr og plantesygdomme som følger deraf. Arten er derfor beskyttet ved lov på sine naturlige voksesteder, og dyrkede planter må kun stamme fra godkendt formeringsmateriale.
Wollemia nobilis blev sat til salg i Australien fra 1. april 2006. Det blev sat til salg i Vesteuropa i juni 2006 og i USA i december 2006. I andre lande blev det sat til salg i 2006. I Danmark har det været til salg siden april 2008.
Wollemia nobilis tolererer temperaturer mellem -5 °C og 45 °C og der er rapporter om, at det kan overleve ned til -12 °C. Træet kan klare fuld sol og fuld skygge. Som mange andre australske træer, er Wollemia disponeret for den skadelige svamp Phytophthora cinnamomi og dette begrænser muligheden for anvendelse som tømmer.